# Eleccions municipals de 2019 a l'Hospitalet de Llobregat
Les eleccions municipals de 2019 a l'Hospitalet de Llobregat es van celebrar el 26 de maig de 2019, com a part de les eleccions municipals espanyoles, per a elegir els 27 regidors de l'Ajuntament de l'Hospitalet. El sistema electoral fa servir la regla D'Hondt amb representació proporcional, llistes tancades i una barrera electoral del 5 % dels vots.

## Candidatures
Les principals candidatures presentades són les següents:

## Resultats
Dels 176.046 electors cridats a les urnes hi van participar 101.204, és a dir, un 57,48 % del cens, la participació més alta a unes eleccions municipals des de les eleccions municipals del 1995. Amb 16 candidatures, van ser les eleccions amb el major nombre de llistes presentades, de les quals el partit més votat va ser de nou el Partit dels Socialistes de Catalunya, que hi governa de forma ininterrompuda des del 1979. La llista socialista, encapçalada per Juan Ignacio Pujana Fernández entre 1979 i 1994, Celestino Corbacho entre 1994 i 2008 i amb la batllessa sortint Núria Marín, en el càrrec des del 2008, va aconseguir, per primera vegada des de les eleccions municipals de 2007, la majoria absoluta amb el 43,35 % dels vots i 14 regidors, tres més que a l'anterior legislatura. La candidatura socialista va ser la més votada a tots els barris de la ciutat, aconseguint el seu millor resultat al barri de Sanfeliu, amb un 51,00 % dels vots emesos, sent aquest un dels tres barris on el PSC superà el 50 %; a diferència de les eleccions anteriors, on el millor resultat el va obtenir a Pubilla Cases amb el 40,30 %. El pitjor resultat per als socialistes va tornar a ser l'obtingut al barri del Centre, amb un 36,35 %, seguit per Collblanc, Santa Eulàlia i Granvia Sud, sent aquests els únics barris on els socialistes van baixar del llindar del 40 % dels vots.
La segona posició fou per a Esquerra Republicana de Catalunya, amb un 16,21 % i 5 regidors, 3 més que en les eleccions anteriors, i és aquest el millor resultat per als republicans des del restabliment dels ajuntaments democràtics. La llista encapçalada per Antoni Garcia i Acero va obtenir els millors resultats al Centre, Santa Eulàlia, Granvia Sud i Collblanc superant el 20 % a tots aquests barris. El pitjor resultat el van obtenir a Can Serra i les Planes, amb menys d'un 10 % a tots dos barris.
Ciutadans - Partit de la Ciutadania va passar de ser la segona força a la tercera, amb un 11,80 % i 4 regidors, el mateix nombre d'edils de les passades eleccions. La llista encapçalada per Miguel García va obtenir els millors resultats a Sanfeliu i Can Serra, sent aquests els únics barris on superen el 14 %. Els resultats menys favorables els van obtenir als barris del Centre i la Torrassa, on no van arribar al 10 % dels vots.
La quarta posició va ser per a L'Hospitalet En Comú Podem. La formació encapçalada per Ana González, després que Iniciativa per Catalunya Verds abandonés la confluència, va mantenir 3 regidors amb el 11,18 %. La coalició entre Esquerra Unida i Alternativa i Podem va aconseguir el seu millor resultat als barris del Centre, Santa Eulàlia i Granvia Sud, amb gairebé un 12 % dels vots emesos. El pitjor resultat va ser l'obtingut al barri de les Planes, on van aconseguir un 9,40 %, l'únic barri on no van arribar al 10 %.
El cinquè partit més votat fou el Partit Popular, amb 1 regidora i 5,14 % dels vots, obtenint així 2 regidors menys que a les anteriors eleccions. La llista encapçalada per Sonia Esplugas va obtenir el seu millor resultat a la Florida, amb un 12,68 % dels vots emesos. Els pitjors resultats van ser al Centre, Sant Josep, Santa Eulàlia, Granvia Sud i la Torrassa, no arribant a superar el 5 % a cap d'aquests barris.
Aquestes eleccions van suposar per a Guanyem l'Hospitalet i Candidatura d'Unitat Popular
la pèrdua de la representació que van obtenir al consistori a les anteriors eleccions. També va suposar la pèrdua de la representació que Convergència i Unió havia mantingut a l'Ajuntament de l'Hospitalet des de 1979.
La sisena posició va ser per a Junts per l'Hospitalet, amb el 3,45 % dels vots. La llista de Jordi Monrós, va obtenir de lluny el millor resultat al Centre, amb un 7,37 %, l'únic barri on va superar el 5 %. Aquests resultats varen suposar la pèrdua de la representació que Convergència i Unió havia mantingut a l'Ajuntament de l'Hospitalet des de 1979. Els dolents resultats obtinguts per 
Junts per Catalunya a les municipals es contraposaven amb els bons resultats obtinguts a les eleccions europees que se celebraven el mateix dia, on la candidatura de Carles Puigdemont va ser la quarta força a l'Hospitalet amb el 11,23 % dels vots, arribant a la tercera posició en barris com el Centre, Collblanc, Santa Eulàlia, Granvia Sud i la Torrassa.
El cap de llista de Guanyem l'Hospitalet, Rafa Jiménez, es presentava en aquestes eleccions amb Izquierda en Positivo. El partit de Jiménez va passar de ser la sisena força a les eleccions de 2015, amb un 7,46 % i dos regidors a la quarta menys votada, amb un 0,20 %.
La Candidatura d'Unitat Popular va obtenir el 2,06 % dels vots, perdent així l'edil obtingut a les anteriors eleccions, el quant va passar a formar part de la candidatura municipalista Alternativa d'Esquerres de l'Hospitalet, formada per Som Barris, Lucha Internacionalista i Arran. Els anticapitalistes, ara encapçalats per Ariadna Velando van obtenir els millors resultats a la Torrassa, amb un 2,89 %, i a Collblanc, amb un 2,88 %. El pitjor a la Florida, amb un 0,97 %, l'únic on no van superar l'1 %.
La setena posició fou per a la formació d'extrema dreta Vox no va obtenir representació al consistori, quedant-se amb el 3,12 % dels vots. Els nacionalistes espanyols van arribar a superar el 5 % dels vots al Gornal i les Planes; enfilant-se a la cinquena posició al Gornal amb 6,10 % dels vots. El pitjor resultat va ser al Centre, Santa Eulàlia, Granvia Sud i Sant Josep, amb menys d'un 3 % en tots casos.
| Candidatures               | Candidatures                                                                    | Vots    | Vots  | Vots   | Regidors | Regidors |
| Candidatures               | Candidatures                                                                    | Vots    | %     | ±%     | Total    | +/−      |
| -------------------------- | ------------------------------------------------------------------------------- | ------- | ----- | ------ | -------- | -------- |
|                            | Partit dels Socialistes de Catalunya–Candidatura de Progrés (PSC–CP)            | 43 696  | 43,35 | +10,11 | 14       | +3       |
|                            | Esquerra Republicana de Catalunya-Acord Municipal (ERC–AM)                      | 16 342  | 16,21 | +7,24  | 5        | +3       |
|                            | Ciutadans - Partit de la Ciutadania (Cs)                                        | 11 899  | 11,80 | –1,44  | 4        | ±0       |
|                            | L'Hospitalet En Comú Podem–En Comú Guanyem (LHECP–ECG)                          | 11 280  | 11,19 | +0,97  | 3        | ±0       |
|                            | Partit Popular (PP)                                                             | 5199    | 5,16  | –4,77  | 1        | –2       |
|                            |                                                                                 |         |       |        |          |          |
|                            | Junts per l'Hospitalet (JUNTS)                                                  | 3486    | 3,46  | –2,53  | 0        | –1       |
|                            | Vox (VOX)                                                                       | 3148    | 3,12  | –0,80  | 0        | ±0       |
|                            | CUP l'Hospitalet per la Ruptura–Alternativa Municipalista (CUP LH x LR – AMUNT) | 2077    | 2,06  | –3,05  | 0        | –1       |
|                            | Alternativa d'Esquerres de l'Hospitalet (AELH)                                  | 916     | 0,91  | Nou    | 0        | ±0       |
|                            | Coalició per l'Hospitalet (CH)                                                  | 870     | 0,86  | Nou    | 0        | ±0       |
|                            | Front L'H–Primàries Catalunya (PRIMÀRIES)                                       | 612     | 0,61  | Nou    | 0        | ±0       |
|                            | Força Ciutadana (FC)                                                            | 289     | 0,29  | Nou    | 0        | ±0       |
|                            | Izquierda en Positivo (IZQP)                                                    | 207     | 0,21  | –7,26  | 0        | –2       |
|                            | Proponemos por las Minorías (PROPONEMOS XM)                                     | 192     | 0,19  | Nou    | 0        | ±0       |
|                            | Democracia Efectiva (D.EF.)                                                     | 84      | 0,08  | Nou    | 0        | ±0       |
|                            | Convergents (CNV)                                                               | 66      | 0,07  | Nou    | 0        | ±0       |
| Vots en blanc              | Vots en blanc                                                                   | 446     | 0,44  | –0,94  |          |          |
|                            |                                                                                 |         |       |        |          |          |
| Total                      | Total                                                                           | 100 809 |       |        | 27       | ±0       |
|                            |                                                                                 |         |       |        |          |          |
| Vots vàlids                | Vots vàlids                                                                     | 100 809 | 99,61 | +0,26  |          |          |
| Vots nuls                  | Vots nuls                                                                       | 393     | 0,39  | –0,26  |          |          |
| Vots emesos / participació | Vots emesos / participació                                                      | 101 202 | 57,49 | +4,13  |          |          |
| Abstenció                  | Abstenció                                                                       | 74 844  | 42,51 | –4,13  |          |          |
| Cens                       | Cens                                                                            | 176 046 |       |        |          |          |
|                            |                                                                                 |         |       |        |          |          |
| Font                       |                                                                                 |         |       |        |          |          |

En la comparació amb els resultats de les eleccions de 2015 s'ha de considerar que ICV no va concòrrer a les eleccions després d'abandonar la candidatura de LHECP–ECG. També s'ha de tenir en compte que AELH estava integrada a la candidatura de la CUP del 2015. Tot i que Vox no es va presentar a les eleccions de 2015, ho va fer PxC, partit que el 2019 es va integrar a Vox.

## Resultats per barris

### Districte I

#### Centre
El Centre és el barri on el PSC va obtenir els pitjors resultats, tot i ser la candidatura més votada. També és on ERC i AELH van obtenir els millors resultats. És l'únic barri on Junts per l'Hospitalet va superar el 5 %. És, per darrere de Santa Eulàlia i Granvia Sud, el barri on LHECP-ECG va obtenir els millors resultats, a més de ser el barri on Cs, PP i Vox van obtenir els pitjors resultats. Fou el barri amb la major participació, a més de ser on va augmentar més respecte les anteriors eleccions.
| Candidatura         | Candidatura         | Vots   | %                     | ±%      |
| ------------------- | ------------------- | ------ | --------------------- | ------- |
|                     | PSC-PM              | 4696   | 36,36                 | +11,04  |
|                     | ERC-AM              | 2886   | 22,34                 | +8,55   |
|                     | LHECP–ECG           | 1531   | 11,85                 | –0,25   |
|                     | Cs                  | 1165   | 9,02                  | –2,49   |
|                     | JUNTS               | 953    | 7,38                  | –5,15   |
| PP                  | PP                  | 396    | 3,07                  | –3,58   |
| CUP LH x LR – AMUNT | CUP LH x LR – AMUNT | 349    | 2,70                  | –5,11   |
| VOX                 | VOX                 | 236    | 1,83                  | –0,05   |
| PRIMÀRIES           | PRIMÀRIES           | 209    | 1,62                  | Nou     |
| AELH                | AELH                | 206    | 1,59                  | Nou     |
| CH                  | CH                  | 160    | 1,24                  | Nou     |
| FC                  | FC                  | 32     | 0,25                  | Nou     |
| PROPONEMOS XM       | PROPONEMOS XM       | 18     | 0,14                  | Nou     |
| IZQP                | IZQP                | 11     | 0,09                  | –6,38   |
| D.EF.               | D.EF.               | 10     | 0,08                  | Nou     |
| CNV                 | CNV                 | 7      | 0,05                  | Nou     |
| Vots en blanc       | Vots en blanc       | 52     | 0,40                  | –1,19   |
| Vots vàlids         | Vots vàlids         | 12 917 | 100,00                |         |
| Vots nuls           | Vots nuls           | 36     | Participació: 66,60 % | +6,75 % |
| Votants             | Votants             | 12 953 | Participació: 66,60 % | +6,75 % |
| Electors            | Electors            | 19 448 | Participació: 66,60 % | +6,75 % |

#### Sanfeliu
Sanfeliu és el barri on el PSC va obtenir el millor resultat, sent juntament amb les Planes i Can Serra un dels barris on els socialistes varen superar el 50 % dels vots. Fou el barri on el PSC va augmentar més el percentatge de vots i també fou on LHECP-ECG va decréixer més el seu percentatge. Cs va assolir el millor resultat en aquest barri. ERC va aconseguir a Sanfeliu el seu tercer pitjor resultat, només sent més baix a Can Serra i les Planes. Tal com va passar al Centre, Sant Josep, Santa Eulàlia i Granvia Sud, el PP no va superar el 5 % a Sanfeliu.
| Candidatura         | Candidatura         | Vots | %                     | ±%      |
| ------------------- | ------------------- | ---- | --------------------- | ------- |
|                     | PSC-PM              | 1427 | 51,00                 | +15,01  |
|                     | Cs                  | 403  | 14,40                 | –2,15   |
|                     | LHECP–ECG           | 308  | 11,01                 | –2,26   |
|                     | ERC-AM              | 282  | 10,08                 | +5,63   |
| PP                  | PP                  | 138  | 4,93                  | –4,61   |
| VOX                 | VOX                 | 94   | 3,36                  | –1,25   |
| JUNTS               | JUNTS               | 52   | 1,86                  | –0,87   |
| CUP LH x LR – AMUNT | CUP LH x LR – AMUNT | 35   | 1,25                  | –2,20   |
| CH                  | CH                  | 29   | 0,71                  | Nou     |
| AELH                | AELH                | 10   | 0,36                  | Nou     |
| PRIMÀRIES           | PRIMÀRIES           | 10   | 0,36                  | Nou     |
| FC                  | FC                  | 3    | 0,11                  | Nou     |
| D.EF.               | D.EF.               | 2    | 0,07                  | Nou     |
| IZQP                | IZQP                | 2    | 0,07                  | –7,10   |
| PROPONEMOS XM       | PROPONEMOS XM       | 1    | 0,04                  | Nou     |
| CNV                 | CNV                 | 0    | 0,00                  | Nou     |
| Vots en blanc       | Vots en blanc       | 11   | 0,39                  | –1,17   |
| Vots vàlids         | Vots vàlids         | 2798 | 100,00                |         |
| Vots nuls           | Vots nuls           | 12   | Participació: 59,30 % | +6,61 % |
| Votants             | Votants             | 2810 | Participació: 59,30 % | +6,61 % |
| Electors            | Electors            | 4739 | Participació: 59,30 % | +6,61 % |

#### Sant Josep
Sant Josep és, per darrere del Centre, el barri on el PP aconseguí el pitjor resultat. És, per darrere del Centre, Santa Eulàlia i Granvia Sud, el barri on Vox va obtenir els pitjor resultat. Fou un dels barris amb la major participació, només superada al Centre, Santa Eulàlia i Granvia Sud.
| Candidatura         | Candidatura         | Vots   | %                     | ±%      |
| ------------------- | ------------------- | ------ | --------------------- | ------- |
|                     | PSC-PM              | 3988   | 43,88                 | +10,08  |
|                     | ERC-AM              | 1556   | 17,12                 | +7,15   |
|                     | LHECP–ECG           | 1055   | 11,61                 | +0,62   |
|                     | Cs                  | 1022   | 11,25                 | –2,24   |
| PP                  | PP                  | 362    | 3,98                  | –4,66   |
| JUNTS               | JUNTS               | 304    | 3,35                  | –1,64   |
| VOX                 | VOX                 | 241    | 2,65                  | –0,58   |
| CUP LH x LR – AMUNT | CUP LH x LR – AMUNT | 197    | 2,17                  | –3,48   |
| CH                  | CH                  | 107    | 1,18                  | Nou     |
| AELH                | AELH                | 88     | 0,97                  | Nou     |
| PRIMÀRIES           | PRIMÀRIES           | 47     | 0,52                  | Nou     |
| FC                  | FC                  | 36     | 0,40                  | Nou     |
| IZQP                | IZQP                | 20     | 0,22                  | –6,98   |
| PROPONEMOS XM       | PROPONEMOS XM       | 15     | 0,17                  | Nou     |
| D.EF.               | D.EF.               | 4      | 0,04                  | Nou     |
| CNV                 | CNV                 | 0      | 0,00                  | Nou     |
| Vots en blanc       | Vots en blanc       | 46     | 0,51                  | –0,99   |
| Vots vàlids         | Vots vàlids         | 9088   | 100,00                |         |
| Vots nuls           | Vots nuls           | 36     | Participació: 62,01 % | +6,54 % |
| Votants             | Votants             | 9124   | Participació: 62,01 % | +6,54 % |
| Electors            | Electors            | 14 714 | Participació: 62,01 % | +6,54 % |

### Districte II

#### La Torrassa
La Torrassa és, per darrere del Centre, on Cs va obtenir el seu pitjor resultat. Aquest barri va ser un dels barris amb menor participació, només inferior a les Planes i Pubilla Cases. També és, juntament amb el Centre i Bellvitge, un dels tres barris on AELH va superar l'1 %.
| Candidatura         | Candidatura         | Vots   | %                     | ±%      |
| ------------------- | ------------------- | ------ | --------------------- | ------- |
|                     | PSC-PM              | 3034   | 40,03                 | +8,06   |
|                     | ERC-AM              | 1502   | 19,82                 | +8,71   |
|                     | LHECP–ECG           | 828    | 10,92                 | +1,97   |
|                     | Cs                  | 745    | 9,83                  | –0,47   |
|                     | PP                  | 391    | 5,16                  | –4,99   |
| JUNTS               | JUNTS               | 303    | 4,00                  | –3,73   |
| Vox                 | Vox                 | 228    | 3,01                  | –1,42   |
| CUP LH x LR – AMUNT | CUP LH x LR – AMUNT | 219    | 2,89                  | –3,14   |
| CH                  | CH                  | 86     | 1,13                  | Nou     |
| AELH                | AELH                | 80     | 1,06                  | Nou     |
| PRIMÀRIES           | PRIMÀRIES           | 47     | 0,62                  | Nou     |
| PROPONEMOS XM       | PROPONEMOS XM       | 26     | 0,34                  | Nou     |
| FC                  | FC                  | 24     | 0,32                  | Nou     |
| IZQP                | IZQP                | 2      | 0,07                  | –7,12   |
| D.EF.               | D.EF.               | 5      | 0,07                  | Nou     |
| CNV                 | CNV                 | 2      | 0,03                  | Nou     |
| Vots en blanc       | Vots en blanc       | 42     | 0,55                  | –0,90   |
| Vots vàlids         | Vots vàlids         | 7580   | 100,00                |         |
| Vots nuls           | Vots nuls           | 38     | Participació: 50,51 % | +2,17 % |
| Votants             | Votants             | 7618   | Participació: 50,51 % | +2,17 % |
| Electors            | Electors            | 15 081 | Participació: 50,51 % | +2,17 % |

#### Collblanc
Collblanc és, per darrere del Centre, el barri on el PSC va obtenir un menor percentatge de vot i per darrere de la Torrassa i el Centre, on Cs va aconseguir els pitjors resultats. És, per darrere dels Centre, Santa Eulàlia i Granvia Sud, on ERC aconseguí el millor resultat. És el barri on la CUP obtingué el millor resultat.
| Candidatura         | Candidatura         | Vots   | %                     | ±%      |
| ------------------- | ------------------- | ------ | --------------------- | ------- |
|                     | PSC-PM              | 3062   | 38,02                 | +8,21   |
|                     | ERC-AM              | 1677   | 20,82                 | +8,94   |
|                     | LHECP–ECG           | 861    | 10,69                 | +2,10   |
|                     | Cs                  | 832    | 10,33                 | –1,72   |
|                     | PP                  | 406    | 5,04                  | –4,94   |
| JUNTS               | JUNTS               | 378    | 4,69                  | –3,86   |
| VOX                 | VOX                 | 266    | 3,30                  | –0,68   |
| CUP LH x LR – AMUNT | CUP LH x LR – AMUNT | 232    | 2,88                  | –3,76   |
| CH                  | CH                  | 118    | 1,47                  | Nou     |
| AELH                | AELH                | 65     | 0,81                  | Nou     |
| PRIMÀRIES           | PRIMÀRIES           | 54     | 0,67                  | Nou     |
| FC                  | FC                  | 28     | 0,35                  | Nou     |
| PROPONEMOS XM       | PROPONEMOS XM       | 15     | 0,19                  | Nou     |
| IZQP                | IZQP                | 9      | 0,11                  | –6,71   |
| D.EF.               | D.EF.               | 6      | 0,07                  | Nou     |
| CNV                 | CNV                 | 4      | 0,05                  | Nou     |
| Vots en blanc       | Vots en blanc       | 41     | 0,51                  | –0,62   |
| Vots vàlids         | Vots vàlids         | 8054   | 100,00                |         |
| Vots nuls           | Vots nuls           | 48     | Participació: 53,24 % | +2,92 % |
| Votants             | Votants             | 8102   | Participació: 53,24 % | +2,92 % |
| Electors            | Electors            | 15 217 | Participació: 53,24 % | +2,92 % |

### Districte III

#### Santa Eulàlia i Granvia Sud
Santa Eulàlia i Granvia Sud és per darrere del Centre i Collblanc, el barri on el PSC obtingué els pitjors resultats. Santa Eulàlia és, per darrere del Centre, el barri on ERC va aconseguir el millor resultat, a més de ser el barri on els republicans van augmentar més el percentatge de vot. També fou el barri on LHECP-ECG va assolir el millor resultat. És, per darrere del Centre i Sant Josep, el barri on el PP va obtenir els pitjors resultats. Va ser, per darrere del Centre, el barri on Vox va obtenir el pitjor resultat. També fou, per darrere del Centre, el barri amb la major participació.
| Candidatura         | Candidatura         | Vots   | %                     | ±%      |
| ------------------- | ------------------- | ------ | --------------------- | ------- |
|                     | PSC-PM              | 7599   | 38,23                 | +9,10   |
|                     | ERC-AM              | 4201   | 21,14                 | +9,36   |
|                     | LHECP–ECG           | 2357   | 11,86                 | +1,71   |
|                     | Cs                  | 2236   | 11,25                 | –2,19   |
| PP                  | PP                  | 933    | 4,69                  | –4,05   |
| JUNTS               | JUNTS               | 826    | 4,16                  | –3,01   |
| VOX                 | VOX                 | 512    | 2,58                  | –0,24   |
| CUP LH x LR – AMUNT | CUP LH x LR – AMUNT | 511    | 2,57                  | –4,30   |
| AELH                | AELH                | 182    | 0,92                  | Nou     |
| PRIMÀRIES           | PRIMÀRIES           | 178    | 0,90                  | Nou     |
| CH                  | CH                  | 150    | 0,75                  | Nou     |
| IZQP                | IZQP                | 37     | 0,19                  | –7,96   |
| FC                  | FC                  | 33     | 0,17                  | Nou     |
| PROPONEMOS XM       | PROPONEMOS XM       | 20     | 0,10                  | Nou     |
| D.EF.               | D.EF.               | 13     | 0,07                  | Nou     |
| CNV                 | CNV                 | 8      | 0,04                  | Nou     |
| Vots en blanc       | Vots en blanc       | 80     | 0,40                  | –0,93   |
| Vots vàlids         | Vots vàlids         | 19 876 | 100,00                |         |
| Vots nuls           | Vots nuls           | 76     | Participació: 62,25 % | +6,03 % |
| Votants             | Votants             | 19 952 | Participació: 62,25 % | +6,03 % |
| Electors            | Electors            | 32 052 | Participació: 62,25 % | +6,03 % |

### Districte IV

#### La Florida
La Florida és, per darrere de Sanfeliu i Can Serra, el barri on el Cs va obtenir el millor resultat. També és, per darrere de les Planes, el barri on LHECP-ECG va obtenir el pitjor resultat. La Florida és, per darrere de Bellvitge, el barri on el PP va obtenir el millor resultat. És el barri on la CUP va aconseguir el pitjor resultat, fent de la Florida l'únic barri on els cupaires no van arribar a l'1 % dels vots.
| Candidatura         | Candidatura         | Vots   | %                     | ±%      |
| ------------------- | ------------------- | ------ | --------------------- | ------- |
|                     | PSC-PM              | 4122   | 49,43                 | +10,06  |
|                     | Cs                  | 1157   | 13,87                 | –0,52   |
|                     | LHECP–ECG           | 856    | 10,27                 | +1,88   |
|                     | ERC-AM              | 852    | 10,22                 | +3,62   |
|                     | PP                  | 568    | 6,81                  | –5,87   |
| VOX                 | VOX                 | 299    | 3,59                  | –1,69   |
| JUNTS               | JUNTS               | 168    | 2,01                  | –1,87   |
| CUP LH x LR – AMUNT | CUP LH x LR – AMUNT | 81     | 0,97                  | –1,85   |
| FC                  | FC                  | 65     | 0,78                  | Nou     |
| CH                  | CH                  | 54     | 0,65                  | Nou     |
| AELH                | AELH                | 30     | 0,36                  | Nou     |
| IZQP                | IZQP                | 19     | 0,23                  | –5,62   |
| PROPONEMOS XM       | PROPONEMOS XM       | 19     | 0,23                  | Nou     |
| PRIMÀRIES           | PRIMÀRIES           | 9      | 0,11                  | Nou     |
| CNV                 | CNV                 | 4      | 0,05                  | Nou     |
| D.EF.               | D.EF.               | 4      | 0,05                  | Nou     |
| Vots en blanc       | Vots en blanc       | 32     | 0,38                  | –0,71   |
| Vots vàlids         | Vots vàlids         | 8339   | 100,00                |         |
| Vots nuls           | Vots nuls           | 26     | Participació: 50,66 % | +1,82 % |
| Votants             | Votants             | 8362   | Participació: 50,66 % | +1,82 % |
| Electors            | Electors            | 16 512 | Participació: 50,66 % | +1,82 % |

#### Les Planes
Les Planes és, per darrere de Sanfeliu, el barri on el PSC va obtenir els millors resultats; fent d'aquests dos barris, a més de Can Serra, els únics on els socialistes van superar el 50 %. També és, per darrere de Can Serra, el barri on ERC va obtenir el resultat menys favorable, fent d'aquests dos barris l'únic on els republicans no varen superar el 10 % dels vots. A més, fou el barri on LHECP-ECG aconseguí el pitjor resultat, sent l'únic barri on els comuns no van superar el 10 %. A més, va ser un dels barris on el PP va obtenir els millors resultats, només superats a Bellvitge i la Florida. Tanmateix, fou, per darrere del Gornal, el barri on Vox assolí el millor resultat, seny aquests dos l'únic barris on Vox va superar el 5 %, tot i ser el barri on l'extrema dreta va disminuir més el seu percentatge de vot. Altrament, les Planes va ser el barri amb la menor participació, fent d'aquest l'únic barri amb una participació inferior al 50 %.
| Candidatura         | Candidatura         | Vots | %                     | ±%      |
| ------------------- | ------------------- | ---- | --------------------- | ------- |
|                     | PSC-PM              | 2341 | 50,65                 | +11,35  |
|                     | Cs                  | 611  | 13,22                 | +0,22   |
|                     | ERC-AM              | 447  | 9,67                  | +3,99   |
|                     | LHECP–ECG           | 435  | 9,41                  | +0,77   |
|                     | PP                  | 303  | 6,56                  | –4,02   |
|                     | VOX                 | 245  | 5,30                  | –2,85   |
| JUNTS               | JUNTS               | 71   | 1,54                  | –1,45   |
| CUP LH x LR – AMUNT | CUP LH x LR – AMUNT | 49   | 1,06                  | –1,48   |
| PROPONEMOS XM       | PROPONEMOS XM       | 30   | 0,65                  | Nou     |
| AELH                | AELH                | 16   | 0,35                  | Nou     |
| CH                  | CH                  | 13   | 0,28                  | Nou     |
| IZQP                | IZQP                | 12   | 0,26                  | –6,84   |
| FC                  | FC                  | 9    | 0,19                  | Nou     |
| PRIMÀRIES           | PRIMÀRIES           | 8    | 0,17                  | Nou     |
| CNV                 | CNV                 | 6    | 0,13                  | Nou     |
| D.EF.               | D.EF.               | 3    | 0,06                  | Nou     |
| Vots en blanc       | Vots en blanc       | 23   | 0,50                  | –0,57   |
| Vots vàlids         | Vots vàlids         | 4622 | 100,00                |         |
| Vots nuls           | Vots nuls           | 17   | Participació: 49,54 % | +1,49 % |
| Votants             | Votants             | 4639 | Participació: 49,54 % | +1,49 % |
| Electors            | Electors            | 9365 | Participació: 49,54 % | +1,49 % |

### Districte V

#### Pubilla Cases
Pubilla Cases és el barri on LHECP-ECG va millorar més el seu percentatge de vot, tot i ser un dels barris amb els pitjors resultats per als comuns: només van ser inferiors a les Planes i la Florida. És, per darrere de les Planes, el barri amb la participació més baixa.
| Candidatura         | Candidatura         | Vots   | %                     | ±%      |
| ------------------- | ------------------- | ------ | --------------------- | ------- |
|                     | PSC-PM              | 4283   | 49,91                 | +9,61   |
|                     | Cs                  | 1132   | 13,19                 | –0,91   |
|                     | ERC-AM              | 898    | 10,46                 | +4,87   |
|                     | LHECP–ECG           | 898    | 10,46                 | +2,50   |
|                     | PP                  | 458    | 5,34                  | –5,04   |
| VOX                 | VOX                 | 352    | 4,10                  | –1,25   |
| JUNTS               | JUNTS               | 151    | 1,76                  | –2,04   |
| CUP LH x LR – AMUNT | CUP LH x LR – AMUNT | 137    | 1,60                  | –1,51   |
| CH                  | CH                  | 65     | 0,76                  | Nou     |
| IZQP                | IZQP                | 42     | 0,49                  | –6,82   |
| AELH                | AELH                | 28     | 0,33                  | Nou     |
| PROPONEMOS XM       | PROPONEMOS XM       | 26     | 0,30                  | Nou     |
| PRIMÀRIES           | PRIMÀRIES           | 19     | 0,22                  | Nou     |
| D.EF.               | D.EF.               | 15     | 0,17                  | Nou     |
| CNV                 | CNV                 | 13     | 0,15                  | Nou     |
| FC                  | FC                  | 13     | 0,15                  | Nou     |
| Vots en blanc       | Vots en blanc       | 52     | 0,61                  | –0,83   |
| Vots vàlids         | Vots vàlids         | 8582   | 100,00                |         |
| Vots nuls           | Vots nuls           | 42     | Participació: 50,10 % | +1,89 % |
| Votants             | Votants             | 8624   | Participació: 50,10 % | +1,89 % |
| Electors            | Electors            | 17 215 | Participació: 50,10 % | +1,89 % |

#### Can Serra
Can Serra, per darrere de Sanfeliu i les Planes, el barri on el PSC va assolir el millor resultat, sent aquests tres barris els únics on els socialistes van superar el 50 % dels vots. També és, per darrere de Sanfeliu, el barri on Cs va obtenir els millors resultats. Can Serra és el barri on ERC va obtenir els pitjors resultats, sent fent de Can Serra i les Planes els únics on els republicans van obtenir menys del 10 % del vots.
| Candidatura         | Candidatura         | Vots | %                     | ±%      |
| ------------------- | ------------------- | ---- | --------------------- | ------- |
|                     | PSC-PM              | 2358 | 50,32                 | +12,61  |
|                     | Cs                  | 673  | 14,36                 | –1,16   |
|                     | LHECP–ECG           | 525  | 11,20                 | –1,16   |
|                     | ERC-AM              | 437  | 9,33                  | +4,36   |
|                     | PP                  | 288  | 6,15                  | –4,62   |
| VOX                 | VOX                 | 148  | 3,16                  | –1,12   |
| CUP LH x LR – AMUNT | CUP LH x LR – AMUNT | 72   | 1,54                  | –1,43   |
| JUNTS               | JUNTS               | 70   | 1,49                  | –0,98   |
| CH                  | CH                  | 33   | 0,70                  | Nou     |
| AELH                | AELH                | 24   | 0,51                  | Nou     |
| CNV                 | CNV                 | 16   | 0,34                  | Nou     |
| FC                  | FC                  | 7    | 0,15                  | Nou     |
| IZQP                | IZQP                | 7    | 0,15                  | –7,12   |
| D.EF.               | D.EF.               | 5    | 0,11                  | Nou     |
| PRIMÀRIES           | PRIMÀRIES           | 5    | 0,11                  | Nou     |
| PROPONEMOS XM       | PROPONEMOS XM       | 3    | 0,06                  | Nou     |
| Vots en blanc       | Vots en blanc       | 15   | 0,32                  | –1,11   |
| Vots vàlids         | Vots vàlids         | 4686 | 100,00                |         |
| Vots nuls           | Vots nuls           | 13   | Participació: 60,88 % | +3,31 % |
| Votants             | Votants             | 4699 | Participació: 60,88 % | +3,31 % |
| Electors            | Electors            | 7719 | Participació: 60,88 % | +3,31 % |

### Districte VI

#### El Gornal
El Gornal és, per darrere del Centre, Santa Eulàlia i Granvia Sud, el barri on LHECP-ECG va obtenir els millors resultats. Va ser el barri on el PP va baixar més el seu percentatge de vot, a més de ser l'únic barri on l'extrema dreta va millorar els resultats de les darreres eleccions, fent del Gornal el barri on Vox va obtenir el millor resultat.
| Candidatura   | Candidatura   | Vots | %                     | ±%      |
| ------------- | ------------- | ---- | --------------------- | ------- |
|               | PSC-PM        | 1281 | 44,88                 | +10,30  |
|               | Cs            | 377  | 13,21                 | –0,36   |
|               | ERC-AM        | 372  | 13,03                 | +6,42   |
|               | LHECP–ECG     | 337  | 11,81                 | –0,26   |
|               | VOX           | 174  | 6,10                  | +1,25   |
|               | PP            | 145  | 5,08                  | –6,39   |
| JUNTS         | JUNTS         | 46   | 1,61                  | –0,94   |
| CUP-PA        | CUP-PA        | 42   | 1,47                  | –1,57   |
| AELH          | AELH          | 28   | 0,98                  | Nou     |
| CH            | CH            | 11   | 0,39                  | Nou     |
| PRIMÀRIES     | PRIMÀRIES     | 10   | 0,35                  | Nou     |
| D.EF.         | D.EF.         | 7    | 0,25                  | Nou     |
| FC            | FC            | 7    | 0,25                  | Nou     |
| PROPONEMOS XM | PROPONEMOS XM | 3    | 0,11                  | Nou     |
| IZQP          | IZQP          | 2    | 0,07                  | –9,10   |
| CNV           | CNV           | 0    | 0,00                  | Nou     |
| Vots en blanc | Vots en blanc | 12   | 0,42                  | –1,01   |
| Vots vàlids   | Vots vàlids   | 2854 | 100,00                |         |
| Vots nuls     | Vots nuls     | 8    | Participació: 52,76 % | +3,75 % |
| Votants       | Votants       | 2862 | Participació: 52,76 % | +3,75 % |
| Electors      | Electors      | 5425 | Participació: 52,76 % | +3,75 % |

#### Bellvitge
Bellvitge és el barri on el PP va assolir el millor resultat, a més de ser el barri on Junts per l'Hospitalet va aconseguir el pitjor resultat a la ciutat.
| Candidatura         | Candidatura         | Vots   | %                     | ±%      |
| ------------------- | ------------------- | ------ | --------------------- | ------- |
|                     | PSC-PM              | 5505   | 48,23                 | +12,66  |
|                     | Cs                  | 1546   | 13,55                 | –1,36   |
|                     | LHECP–ECG           | 1289   | 11,29                 | –1,34   |
|                     | ERC-AM              | 1232   | 10,79                 | +5,62   |
|                     | PP                  | 811    | 7,11                  | –4,49   |
| VOX                 | VOX                 | 353    | 3,09                  | –0,36   |
| JUNTS               | JUNTS               | 164    | 1,44                  | –1,25   |
| AELH                | AELH                | 159    | 1,39                  | Nou     |
| CUP LH x LR – AMUNT | CUP LH x LR – AMUNT | 153    | 1,34                  | –1,80   |
| CH                  | CH                  | 53     | 0,46                  | Nou     |
| FC                  | FC                  | 32     | 0,28                  | Nou     |
| IZQP                | IZQP                | 28     | 0,25                  | –8,52   |
| PRIMÀRIES           | PRIMÀRIES           | 16     | 0,14                  | Nou     |
| PROPONEMOS XM       | PROPONEMOS XM       | 16     | 0,14                  | Nou     |
| D.EF.               | D.EF.               | 10     | 0,09                  | Nou     |
| CNV                 | CNV                 | 6      | 0,05                  | Nou     |
| Vots en blanc       | Vots en blanc       | 40     | 0,35                  | –1,18   |
| Vots vàlids         | Vots vàlids         | 11 413 | 100,00                |         |
| Vots nuls           | Vots nuls           | 41     | Participació: 61,72 % | +3,53 % |
| Votants             | Votants             | 11 454 | Participació: 61,72 % | +3,53 % |
| Electors            | Electors            | 18 559 | Participació: 61,72 % | +3,53 % |

## Regidors electes
Relació de regidors electes:
| No. | Nom                                   | Llista | Llista    |
| --- | ------------------------------------- | ------ | --------- |
| 1   | Núria Marín Martínez                  |        | PSC-CP    |
| 2   | Francesc Josep Belver i Vallès (Fran) |        | PSC-CP    |
| 3   | Rocío del Mar Ramírez Pérez (Rocío)   |        | PSC-CP    |
| 4   | Cristian Alcázar Esteban              |        | PSC-CP    |
| 5   | María Ángeles Sariñena Hidalgo        |        | PSC-CP    |
| 6   | Jaume Graells i Veguin                |        | PSC-CP    |
| 7   | María Teresa Revilla Sánchez (Maite)  |        | PSC-CP    |
| 8   | José Castro Borrallo (Pepe)           |        | PSC-CP    |
| 9   | Laura García Manota                   |        | PSC-CP    |
| 10  | Jesús Husillos Gutiérrez              |        | PSC-CP    |
| 11  | Olga Gómez Fernández                  |        | PSC-CP    |
| 12  | David Quirós Brito                    |        | PSC-CP    |
| 13  | Maria Dolores Ramos Zafra (Lola)      |        | PSC-CP    |
| 14  | Cristóbal Plaza Lao (Cris)            |        | PSC-CP    |
| 15  | Antoni Garcia i Acero                 |        | ERC-AM    |
| 16  | Rosa Batalla i Pascual                |        | ERC-AM    |
| 17  | Jorge García i Muñoz (Coque)          |        | ERC-AM    |
| 18  | Lluïsa Carmona i Martínez             |        | ERC-AM    |
| 19  | Xavier Mombiela i Quintero            |        | ERC-AM    |
| 20  | Miguel García Valle                   |        | Cs        |
| 21  | María Carmen Esteban Fernández        |        | Cs        |
| 22  | Reinaldo Ruiz Narváez                 |        | Cs        |
| 23  | Jesús Amadeo Martin González          |        | Cs        |
| 24  | Ana M. González Montes                |        | LHECP-ECG |
| 25  | Sergio Moreno Ruiz                    |        | LHECP-ECG |
| 26  | Núria Lozano i Montoya                |        | LHECP-ECG |
| 27  | Sonia Esplugas González               |        | PP        |